# متعلق
متعلق (بالفارسية: متعلق) هي منطقة سكنية تقع في إيران في Abish Ahmad Rural District. يقدر عدد سكانها بـ 175 نسمة .